# Nieciece
Nieciece – wieś w Polsce położona w województwie podlaskim, w powiecie białostockim, w gminie Tykocin. Leży nad Narwią.
W latach 1975–1998 miejscowość administracyjnie należała do województwa białostockiego.
Wierni kościoła rzymskokatolickiego należą do parafii Parafia Trójcy Przenajświętszej w Tykocinie.

## Historia
Do 1533 r. główna droga z Warszawy do Wilna nie biegła przez miasto Tykocin, a przez Most Bykowski na Narwi usytuowany pomiędzy wsiami Nieciece i Łazy. Olbracht Marcinowicz Gasztołd zniszczył Most Bykowski, a wielki gościniec z Warszawy do Wilna poprowadził po moście w samym mieście Tykocinie. 18 grudnia 1542 r. zmarł ostatni z rodu Gasztołdów, Stanisław syn Olbrachta. Majętność spadła na własność króla Zygmunta I, który 15 czerwca 1543 r. podarował ją synowi Zygmuntowi Augustowi./…/